# Bratislavský kraj
Bratislavski kraj jedna od administrativnih regija (pokrajina) Slovačke. Središte regije je Bratislava. Područje ima 2.053 km2 i 606.753 stanovnika (2006.). Pokrajina sadrži osam okruga. Predsjednik regije je Pavol Frešo (SDKÚ-DS).

## Stanovništvo
| Godina:     | 1994.   | 2004.   | 2014.   | 2024.    |
| ----------- | ------- | ------- | ------- | -------- |
| Broj ljudi: | 616 871 | 601 132 | 625 167 | 736 385  |
| Razlika:    |         | −2,55 % | +3,99 % | +17,79 % |

| Godina:     | 2023.   | 2024.   |
| ----------- | ------- | ------- |
| Broj ljudi: | 732 757 | 736 385 |
| Razlika:    |         | +0,49 % |

## Popis okruga (slovački: okres)
- Okrug Bratislava I
- Okrug Bratislava II
- Okrug Bratislava III
- Okrug Bratislava IV
- Okrug Bratislava V
- Okrug Malacky
- Okrug Pezinok
- Okrug Senec